# Фейхтвангер, Лион
Лио́н Фейхтва́нгер (нем. Lion Feuchtwanger /ˈfɔɪçtvaŋər/; 7 июля 1884, Мюнхен, Германская империя — 21 декабря 1958, Лос-Анджелес, США) — немецкий писатель и драматург еврейского происхождения.
Разрабатывал тему альтернативы действия и философского созерцания. Известен своей ярко выраженной антивоенной позицией, выступал разоблачителем гитлеризма, как участник международного движении в защиту культуры. Один из наиболее читаемых в мире немецкоязычных авторов. Работал в жанре исторического романа. Выступал также как журналист, театральный критик, автор ряда теоретических статей и эссе. Спасаясь от нацистского режима на родине, оказался в эмиграции, остаток жизни провёл в США.

## Биография
Родился 7 июля 1884 года в Мюнхене в еврейской семье. В то время в Мюнхене было около 440 000 жителей, и сам Фейхтвангер характеризовал родной город как не очень большой, особо отмечал его католичность, фальшивость, гордость своим невысоким искусством, атмосферу в городе характеризовал как академическую, чванливую, мещанскую, а сограждан — как тяжёлых на подъём, туповатых, духовно косных.
Отец Лиона, фабрикант Зигмунд (Арон-Меир) Фейхтвангер (1854—1916), унаследовал маргариновое производство от своего отца Элькана Фейхтвангера (1823—1902), был уроженцем Фюрта, сыном Зелигмана Фейхтвангера и Фейгеле (Фанни) Вассерман. Мать — Йоханна Боденхаймер (1864—1926). Родители поженились в 1883 году, и Лион был старшим из девяти детей. В детстве проявил склонность к изучению языков: древнееврейскому и арамейскому. В 1894 году изучал латынь в «Вильгельм-гимназиуме». Получил солидное образование в университете родного города Мюнхена (здесь он изучал литературу и философию), а затем Берлина, где изучал германскую филологию, философию, а также санскрит.
Занимался журналистикой и театром, рано проявил интерес к античности. Под влиянием семейных традиций заинтересовался еврейской историей, определившей тематику ряда его произведений. В 1903—1907 годах отверг материальную помощь родителей и зарабатывал частными уроками; создал общество литераторов «Феб», куда приходили некоторые писатели. В этот период создал свои первые литературные пробы пера. Вынужден был голодать, но упрямо искал себя в литературе, увлёкшись Золя, Толстым и Тургеневым. На последнем курсе Берлинского университета защитил диссертацию по произведению «Бахарахский раввин» Г. Гейне. До апреля 1908 года издавал свой первый литературный журнал «Шпигель» («Зеркало») о театре и музыке. На пятнадцатом номере издание прекратилось из-за финансовых проблем и вошло в состав более крупного еженедельника «Шаубюне». К ноябрю того же года был работником этого издания, писал рецензии на театральные постановки, пробовал себя в драматургии. В 1912—1914 годах путешествовал.
Проходил во время Первой мировой войны службу в германской армии, был демобилизован по состоянию здоровья. В 1918 году Фейхтвангер открыл талант молодого Бертольта Брехта, с которым его связала многолетняя дружба.
В момент прихода Гитлера к власти Фейхтвангер находился за границей. Друзья убедили его повременить с возвращением в Германию.
Фейхтвангер попал в число тех, чьи книги подлежали сожжению, а 25 августа 1933 года был лишён немецкого гражданства. Его имущество было конфисковано.
В 1940 году, во время оккупации Германией Франции, писатель был интернирован во французский концентрационный лагерь в местечке Ле Милль. Воспоминания о своей лагерной жизни, полной всяческих унижений и невзгод, были отображены им в книге «Чёрт во Франции». Лагерникам, среди которых было много противников гитлеровского режима, грозила опасность попасть в руки нацистов, и тогда было решено перевести интернированных в другой лагерь, в Ним. Бежав оттуда и получив с большим трудом необходимые документы, Фейхтвангер вместе с женой перебрался в США с помощью американского священника Уайтстила Шарпа и его жены Марты. С ноября 1943 года он жил на вилле Аврора в Калифорнии, где благодаря поступлениям от фильмов по его произведениям собрал библиотеку, состоящую из 20 000 томов.
В годы Второй мировой войны Фейхтвангер создал лучшие свои произведения, в которых разоблачались нацизм и его идеология.
За выдающиеся заслуги как художника и защитника идей мира и прогресса Лион Фейхтвангер был отмечен Государственной премией ГДР в области искусства и литературы, присуждённой ему в 1953 году.
Писатель умер в 1958 году от рака желудка. Похоронен на кладбище Вудлон в Санта-Монике.

## Литературная деятельность
В 1927 году, оценивая свой творческий путь, Фейхтвангер писал: «…при всей кажущейся разнице <…> я всегда писал только одну книгу, книгу о человеке, поставленном между действием и бездействием, между властью и познанием». Своими литературными учителями называл Генриха Манна (изменил интонацию), Дёблина (повествовательный стиль), Брехта (драматический стиль).
Главный вопрос творчества Фейхтвангера — о путях, перспективах и движущих силах социальных изменений, свидетелем которых он был. В разные периоды Фейхтвангер отвечал на него по-разному, но всегда раздумья над судьбами человечества составляли пафос его духовных и творческих исканий. Фейхтвангер завоевал известность, главным образом, как автор исторических романов. «Я никогда не собирался изображать историю ради неё самой», — говорил писатель. В своих произведениях он видел и изображал столкновения идей, борьбу сил регресса и прогресса, последствия которой оказывали глубочайшее влияние на социальные конфликты современного ему общества. Им создан новый тип интеллектуального исторического романа, где за описаниями отдаленной эпохи явственно проступает второй план — параллели с событиями современности.
Литературную деятельность Фейхтвангер начал с драматургии. Его ранним произведениям свойственны изысканная, болезненная утончённость формы и бедность жизненного содержания, восславление красоты и пренебрежение нравственными ценностями жизни, преклонение перед личностью и холодное отношение к рядовым людям. Впоследствии писатель не без иронии отзывался о своём раннем творчестве, рассматривая его лишь как не очень плодотворный этап собственного духовного развития.
Гораздо более важную роль в его дальнейшей творческой эволюции сыграла литературно-критическая деятельность. Он написал много статей и рецензий, посвящённых в основном театру и драматургии. В это же время его внимание приковал к себе реалистический роман, а такие немецкие писатели-реалисты, как братья Томас и Генрих Манн, оказали сильное влияние на творчество Фейхтвангера.
В годы Первой мировой войны Фейхтвангер решительно не принял ни её целей, ни националистической идеологии. Он занял антивоенную позицию и выступил против империалистической бойни. Антивоенные настроения выражены в стихотворении «Песнь павших» и в пьесе «Мир» — вариации на тему комедии греческого сатирика Аристофана. В годы войны Фейхтвангер много писал. В основном это были оригинальные пьесы и переделки произведений классической драматургии — «Персов» Эсхила, «Васантасены» древнеиндийского поэта Шудраки, драмы Калидасы «Царь и танцовщица». Наряду с мотивами социальной критики в его творчестве появляются пессимистические и фаталистические настроения. Фейхтвангер пишет драматический роман «Томас Вендт» (1920), драмы «Еврей Зюсс» (1917), «Голландский купец» (1921), охотно пользуется формой сатирического обозрения для высмеивания политиков. Такова его «Англосаксонская трилогия» (1927).
Пережитое в годы войны, в дни революции в Баварии и контрреволюции в Германии навсегда вычеркнуло из творчества Фейхтвангера эстетизм. В произведениях этого периода — пьесе «Военнопленные» и в романе «Тысяча девятьсот восемнадцатый год» — начинает господствовать социальная проблематика, ощущается приближение писателя к реализму.
Первый исторический роман Фейхтвангера — «Безобразная герцогиня» (1923). История Маргариты Тирольской, южно-германской герцогини XIV века, написана как роман о трагедии гуманистической личности в жестоком обществе. Конфликт осложнён индивидуальной трагедией героини — энергичной и одарённой от природы, но обладающей отталкивающей внешностью и потому несчастной в личной жизни.
Роман «Еврей Зюсс» (1925) посвящён Германии XVIII века. История еврейского финансиста, сделавшегося первым министром у герцога Вюртембергского и проводившего жестокую, разорительную для народа политику, повернута Фейхтвангером так, чтобы «исторический пессимизм» получил моральное и философское оправдание. Роман принёс автору мировую известность. Фейхтвангера за этот роман обвиняли как в еврейском национализме, так и в антисемитизме.
Фейхтвангер продолжил работу над еврейской темой в своей трилогии об иудейско-римском историке Иосифе Флавии; первая часть романа — «Иудейская война» — вышла в 1932, вторая — «Сыновья» — в 1935, заключительная часть — «Настанет день» — в 1945 году.
После прихода к власти в Германии Гитлера писатель эмигрировал во Францию, где в 1936 году вышел его новый роман «Der falsche Nero» («Лже-Нерон»), в котором под маской жестокого и лживого римского императора выведен образ современного фюрера.
Фейхтвангер написал ряд романов о современности. Эти вещи глубоко злободневны. Им свойственны публицистичность и памфлетность. В романе «Успех» представлена жизнь Баварии 1919—1923 годов, послевоенный экономический, политический и моральный кризис, а также подготовка и проведение «пивного путча». Фейхтвангер дал сатирический портрет «фюрера» Руперта Кутцнера. Ведущая тема романа — тема отвлечённой «справедливости», воплощённая в описании борьбы за освобождение Крюгера, заключённого в тюрьму из политических соображений на основании лжесвидетельства. В романах «Семья Опперман» (в издании 1933 г., вышедшем в Амстердаме, произведение называлось «Семья Оппенгейм», как и в советских изданиях романа) и «Изгнание» развёрнута «современная история» Западной Европы на фоне крушения демократии в Германии и установления нацистской диктатуры.

### «Москва. 1937»
Писатель-антинацист приобрёл известность в СССР и по приглашению советского правительства в 1937 году два месяца провёл в СССР, был принят Сталиным. Книга «Москва. 1937», рассказывающая о жизни в Советском Союзе, Сталине и показательных судебных процессах в СССР (Фейхтвангер лично присутствовал на Втором Московском процессе), была издана в Москве массовым тиражом. Причём В. С. Молодцову пришлось по заданию Сталина обеспечить за одни сутки организацию печати книги.
В этой книге писатель показал суть конфликта между Сталиным и Троцким: первый утверждал, что строительство социализма в отдельно взятой стране возможно, второй ратовал за мировую революцию. Поскольку в стремлении доказать свою правоту Троцкий не гнушался ничем, это был конфликт на уничтожение одной из сторон. И его жёсткость была обусловлена приближением войны, в которой Троцкий не видел возможности победить.
Книга вызвала противоречивую реакцию в мире, подвергалась критике как наивная апологетика сталинского режима. В отличие от Андре Жида, чьи «Возвращение из СССР» и особенно «Поправки к моему „Возвращению из СССР“» вызвали сильнейшее недовольство в Союзе, Фейхтвангер возлагаемые на него надежды оправдал. В СССР, где и раньше издавались его произведения, было начато издание собрания его сочинений.
Тем не менее, вскоре книга Фейхтвангера показалась советским идеологическим и цензурным инстанциям «нежелательной» для открытого распространения, так как в ней, хотя и очень мягко, критиковались культ личности Сталина, а также советская цензура и политика в отношении литературы.

### Последние годы творчества
В послевоенные годы, живя в США, писатель пришёл к пониманию того, что творцами истории являются народные массы. Эта мысль, ставшая для него итоговой, проходит через все его поздние произведения, углубляя их реализм и сообщая им оптимистичность, не свойственную его раннему творчеству.
Если в ранний период духовного развития для Фейхтвангера идея общественного прогресса представлялась по меньшей мере сомнительной, то истинным героем его поздних произведений стал «…тот незримый кормчий истории, который был открыт в восемнадцатом столетии, в девятнадцатом тщательно изучен, описан и превознесён, с тем чтобы в двадцатом быть тяжко оклеветанным и отвергнутым: прогресс».
Фейхтвангер решительно выступал против усиления международной реакции, против пропаганды холодной войны. Он написал пьесу «Помрачение умов, или Дьявол в Бостоне», в которой разоблачал организаторов «охоты на ведьм» — процессов над жертвами комиссии по расследованию антиамериканской деятельности. В последних своих романах, «Испанская баллада» и «Иеффай и его дочь», Фейхтвангер развивал идеи прогресса и гуманизма. В 1954 году Лиону Фейхтвангеру исполнилось семьдесят лет. И именно в это время он, как писал Томас Манн в своей статье «Друг Фейхтвангер», с раннего утра и далеко за полдень диктовал стенографистке, пожалуй, самое своё молодое произведение «Испанскую балладу», поэтическую повесть о любви испанского короля Альфонсо VIII к дочери севильского купца Ракели, прозванной в народе Фермоза — красавица.
В СССР после 1946 года книги Фейхтвангера не издавались, а он сам в советской прессе подвергался жёсткой критике. С 1955 года возобновилось массовое изданий произведений Фейхтвангера.
Статья основана на материалах Литературной энциклопедии 1929—1939.

## Семья
Брат — Людвиг Фейхтвангер (1885—1947), немецкий юрист и литератор. Племянник — Эдгар Фейхтвангер (род. 1924), британский историк, мемуарист.
Брат — Мартин Фейхтвангер (1886—1952), немецкий писатель, журналист и издатель.

### Романы
- «Безобразная герцогиня Маргарита Маульташ», 1923
- «Еврей Зюсс», 1925)
- «Зал ожидания» (нем. Wartesaal), 1930 — 1939
  - «Успех», 1930
  - «Семья Опперман», 1933
  - «Изгнание»[нем.], 1939
- «Иосиф Флавий»[нем.]), 1932 — 1945
  - «Иудейская война» (нем. Der jüdische Krieg), 1932
  - «Сыновья» (нем. Die Söhne), 1935
  - «Настанет день» (нем. Der Tag wird kommen), 1945
- «Лже-Нерон», 1936
- «Братья Лаутензак», 1943
- «Симона» (нем. Simone), 1943
- «Лисы в винограднике», 1946
- «Гойя, или Тяжкий путь познания», 1951
- «Мудрость чудака, или Смерть и преображение Жан-Жака Руссо»[нем.], 1952
- «Испанская баллада (Еврейка из Толедо)»[нем.], 1954
- «Иеффай и его дочь»[нем.], 1957

### Прочее
- Джулия Фарнезе (1915)
- Царь и танцовщица (1917)
- Персы, по Эсхилу (1917)
- Мир, по Аристофану (1918)
- Военнопленные (1919)
- Томас Вендт др. название 1918 год(1920)
- Американец, или Расколдованный город (1921)
- Будет ли амнистирован Хилл? (1926)
- Калькутта, 4 мая (1927)
- Нефтяные острова (1927)
- Москва 1937. Отчет о поездке для моих друзей. Перевод с немецкого «Художественная литература», 1937
- Статьи журнала «Ворт» (1936—1939)
- Лион Фейхтвангер. Вдова Капет (1956). web.archive.org. Дата обращения: 18 февраля 2009.
- Чёрт во Франции (1941)
- Помрачение умов, или Дьявол в Бостоне (1948)
- Одиссей и свиньи, или О неудобстве цивилизации
- Дом на Зелёной улице
- Рассказ о физиологе докторе Б.
- Верный Петер
- Второе рождение господина Ханзике
- Тётя Вруша
- Пари
- Кёльнер Антонио

## Издания на русском языке
- Полное собрание сочинений. — М.: Гослитиздат, 1938—1939 (вышли только тома 1 и 8)
- Еврей Зюсс. — Л.: Красная газета, 1929
- Еврей Зюсс. Книги 1-2. — Рига, 1929
- Безобразная герцогиня [Маргарита Маульташ]. — Л.: Художественная литература, 1935
- Семья Оппенгейм. — М.: Гослитиздат, 1935
- Успех. — Л.: Гослитиздат, 1935
- Успех. Книги 1-2. — Л.: Гослитиздат, 1935
- Два рассказа. — М.: Жургаз, 1936 (б-ка «Огонёк»)
- Еврей Зюсс. — М.: Жургаз, 1936
- Еврей Зюсс. — Л.: Художественная литература, 1936
- Калькутта 4 мая. — М.: Жургаз, 1936
- Семья Оппенгейм. — М.: Гослитиздат, 1936, 374 с.
- Семья Оппенгейм. — М.: Гослитиздат, 1936, 416 с.
- Иудейская война. Перевод В. Вальдман. — М.: Жургаз, 1937
- Иудейская война. Пер. В. Станевич. — М.: Художественная литература, 1937
- Лже-Нерон. Пер. И. Горкиной и Э. Розенталь. — М.: Жургаз, 1937
- Лже-Нерон. Пер. В. Вальдман. — Л.: Гослитиздат, 1937
- Москва. 1937. — М.: Гослитиздат, 1937, 120 с.
- Москва. 1937. — М.: Художественная литература, 1937. — 96 с.
- Новеллы. — Л.: Гослитиздат, 1937
- Семья Оппенгейм. — Архангельск, 1937
- Семья Оппенгейм. — Иркутск, 1937
- Семья Оппенгейм. — Киров, 1937
- Семья Оппенгейм. — Красноярск, 1937
- Семья Оппенгейм. — Новосибирск, 1937
- Семья Оппенгейм. — Хабаровск, 1937
- Сыновья. — М.: Гослитиздат, 1937
- Успех. — Л.: Гослитиздат, 1937
- Васантасена. Пеп. — Л.: Гослитиздат, 1938
- Еврей Зюсс. — Хабаровск, 1938
- Новеллы. — Л.: Гослитиздат, 1938
- Сыновья. — М.: Жургаз, 1938
- Изгнание. — М.: Гослитиздат, 1939
- Симона. — М.: ГИХЛ, 1946
- Гойя или Тяжкий путь познания. — М.: Изд. иностранной литературы, 1955
- Гойя или Тяжкий путь познания. — Киев, 1956
- Мудрость чудака. — М.: Изд. иностранной литературы, 1956
- Братья Лаутензак. — М.: Гослиздат, 1957 (Роман-газета)
- Лже-Нерон. — Краснодар, 1957
- Сны Симоны Машар. — М.: Искусство, 1957 (в соавторстве с Б. Брехтом)
- Гойя или Тяжкий путь познания. — Таллин, 1958
- Испанская баллада. — М.: Изд. иностранной литературы, 1958
- Успех. — Л.: Гослитиздат, 1958
- Собрание сочинений в 12 томах + 1 дополнительный, М.: Художественная литература, 1963—1969
- Собрание сочинений в шести томах — М.: Художественная литература, 1988—1990
- Лисы в винограднике. — М.: Государственное издательство художественной литературы, 1959

## Фильмография
- Гойя, или Тяжкий путь познания
- Семья Оппенгейм
- Братья Лаутензак
- Еврей Зюсс